# Sedvanerätt
Sedvanerätt (även jus non scriptum, lex non scripta, oskriven rätt, engelska customary law), är sådan allmän sedvänja som har accepterats som lag inom ett visst område utan att det är bestämt i nedskrivna regler. Sedvanerätt är en rättskälla som utgörs av handelsbruk, hävdvunnen sed och traditioner som har tillämpats allmänt, och som inte formulerats i skriven lagtext men som ändå uppfattas som juridiskt bindande för inblandade aktörer, domstolar såväl som andra myndigheter och enskilda. Exempel på rättskällor som kan uttrycka sedvanerätt är domstolsavgöranden och regelmässigheter i handel som har utvecklats inom en viss bransch, näring eller marknad. Inom folkrätten är det staternas praxis, kombinerad med en rättsövertygelse om denna praxis bindande kraft, som ger upphov till sedvanerätt. Sedvänja gäller i vissa fall före dispositiva lagar, till exempel Köplagen, utan att det räknas som sedvanerätt.
I bland annat de skandinaviska länderna har sedvanerätten betydelse än idag. Exempelvis har vissa samer enligt den svenska Rennäringslagen sedvanerätt till vinterbetesmark "där renskötsel av ålder bedrivs vissa tider av året". Sedvanerätten hade emellertid större betydelse förr, eftersom tolkningsutrymmet begränsas genom en alltmer detaljerad lagstifning. I 1734 års lags rättegångsbalk 1 kap. 11 §, där båda dessa arter av rätt sattes i motsats till varandra, gavs ett erkännande åt sedvanerätten som positiv rättskälla: "Domaren skall noga prova lagens rätta mening och grund och därefter döma; men ej däremot, efter eget godtycko. Landssed, som ej har oskäl med sig, må han ock rätta sin dom efter, där beskriven lag ej finnes". 
Coutume är en fransk term för sedvanerätt. I den äldre franska lagstiftningen var ordet en beteckning för de av kungen med ständernas medgivande sanktionerade samlingarna av rättssedvänjor, som var gällande inom en provins ("coutumes générales") eller en stad ("coutumes locales").
Tidigare fanns skilda sedvanerätter för olika delar av England, men nya kungliga domstolar skapade på 1200-talet common law med rötter i främst gammal sedvanerätt, men även i romersk rätt och kanonisk rätt. I Englands Common Law måste "långvarig tillämpning" säkerställas för att sedvanerätten ska vara giltig.

## Landssed
Landssed kallas i rättegångsbalken kapitel 1 § 11 liksom i domarreglerna den norm, som domaren i visst fall tillämpar vid rättskonstruktion. Landsseden innebär, att i en viss landsända eller allmänt i landet uppstått för särskilda förhållanden vissa regler, som inte finns i lagen, men dock anses som gällande rättsregler antingen därför, att man allmänt förutsätter dem och fogar sig efter dem, utan att uttryckligen ta in dem som normer i en rättshandel, ehuru så kunde ske, eller emedan bruket och seden fordra deras iakttagande. Dylik landssed är dock icke för domaren ovillkorligt förpliktande, utan det sägs bara, att han må rätta sin dom därefter, om den ej "har oskäl med sig", det vill säga om han finner den väl grundad. Genom att sålunda av domaren upptagas, blir landsseden verklig rättsregel, men kan först efter hand, nämligen i den mån domaren fortsätter att oavbrutet tillämpa den, övergå till rättssedvänja och sedvanerätt. Oberoende härav blir landsseden gällande, därest densamma genom behöriga organ på visst sätt fixerats och i denna form faktiskt gäller inom kretsar, för vilka sagda organ verka, till exempel handelsbruk, som av börsen på viss ort sammanfattats, eller "bestämmelser, gillade av Stockholms skiljenämnd för spannmålshandeln 16 jan. 1906" och dylikt.